# Shoot Shoot (EP)
Shoot Shoot è un EP del gruppo musicale inglese UFO, pubblicato nel 1979. È arrivato al 48º posto nella Official Singles Chart.

## Tracce
Lato A
1. Shoot Shoot – 4:05 (Parker, Way) – dall'album Force It

Lato B
1. Only You Can Rock Me – 4:05 (Way) – dall'album Obsession
2. I'm a Loser – 3:55 – dall'album No Heavy Petting